# Национальный славянский музей
Национальный Славянский музей (англ. National Slavic Museum) — общественный музей в городе Балтимор (район Фелс-Поинт), посвященный сохранению польского и Славянского наследия и культуры Балтимора, включая белорусское, болгарское, русинское, хорватское, чешское, лемковское, моравское, русское, сербское, словацкое, словенское и украинское наследие. Музей расположен в бывшем польском общественном зале. Создан добровольцами на собственные средства и пожертвования. Сторонники музея безуспешно пытались купить недалеко от помещения музея здание закрытой в 2000 году церкви Св. Станислава Костки.
Балтиморский священник Иван Дорник (англ. Ivan Dornic), принимавший участие в создании музея, считает, что музей является единственным в своём роде, посвящённым славянской культуре в США.